# Zlom simetrije
Zlòm simetríje je pojem, ki sta ga v fiziko uvedla kitajsko-ameriška fizika Tsung-Dao Lee (rojen 1924) in Chen Ning Franklin Yang (rojen 1922). Pojem se uporablja v primerih, ko se za neko telo prekine rotacijska ali translacijska simetrija. Najenostavnejši zgled zloma simetrije so nekateri fazni prehodi (posebno je to opazno pri tekočih kristalih). 

## Zgled zloma simetrije
Kadar je voda v kristalni obliki, lahko govorimo o smereh v kristalu (ledu). Ko pa led segrevamo, dobimo kapljevinsko vodo v kateri se molekule prosto gibljejo v poljubni smeri. Dobili smo nov tip simetrije (izotropna simetrija), prišlo je do zloma simetrije. Pri naslednjem faznem prehodu imamo prehod v plinasto stanje. Tudi v tem stanju se lahko molekule prosto gibljejo v vse smeri. Pri tem prehodu ni prišlo do zloma simetrije. Do zloma simetrije vedno pride pri prehodu iz faze z višjo simetrijo v fazo z nižjo simetrijo.

## Zlom simetrije in prapok
Predvidevajo, da je v zgodnjih trenutkih po nastanku Vesolja (kmalu po prapoku med Planckovo dobo) prišlo do fazne spremembe, ki se je kazala v zlomu simetrije med močno jedrsko silo in elektrošibko silo ter sprostitve velikanske energije. V začetku je bilo Vesolje izotropno simetrično, po določenem času pa sta se po fazni spremembi močna in elektrošibka sila ločili, kar opažamo še danes.